# شرکت پلیمر آریا ساسول
شرکت پلیمر آریا ساسول یک شرکت پتروشیمی ایرانی است که در عسلویه، استان بوشهر، ایران واقع شده است.

## تاریخچه
شرکت ملی صنایع پتروشیمی ایران به‌منظور افزایش بهره‌برداری از ذخایر میدان گازی پارس جنوبی طرحی تحت عنوان «الفین نهم» طراحی کرد. برای اجرای طرح «الفین نهم» قراردادی در فروردین ۱۳۸۱ بین شرکت ملی صنایع پتروشیمی ایران و شعبه آلمان شرکت ساسولِ آفریقای جنوبی منعقد شد. بر اساس این قرارداد مقرر شد واحد الفین و دو واحد پلی اتیلن کم چگالی، پلی اتیلن متوسط و سنگین پتروشیمی پارس جدا شده، و به صورت یک شرکت مستقل با نام آریا ساسول تأسیس شود. هدف از این جداسازی این بود که شرکت جدید آریا ساسول به بهترین و پیشروترین تولیدکننده پلیمر در منطقه خاورمیانه تبدیل شود. پلیمر آریا ساسول میراث مشارکت ایران و ساسول آفریقای جنوبی در اوایل دهه ۲۰۰۰ محسوب می‌شود. سهام این شرکت با نام "APOZ1" یا «آریا» در بورس اوراق بهادار تهران نمایه شده و قابل معامله است.

## محصولات
شرکت پلیمر آریا ساسول سالانه یک میلیون و صد هزار تن اتیلن در واحد الفین خود، ۳۷۵ هزار تن پلی‌اتیلن چگالی پایین در واحد LDPE و ۳۷۵ هزار تن پلی‌اتیلن چگالی متوسط و پلی‌اتیلن چگالی بالا در واحد MDPE/HDPE خود تولید می‌کند.

## دستاوردها
آریا ساسول در پنجمین جایزه نوآوری سازمانی (۲۰۲۳) توانست رتبه برتر اول را از آن خود کند.